# Protoje
Protoje de son vrai nom Oje Ken Ollivierre, est un chanteur de reggae jamaïcain. Il est le fils de la chanteuse Lorna Bennett et d'un père chanteur de calypso vincentais.

## Biographie
Protoje, appelé aussi Protoje Diggy, est né en 1981 à Saint Elizabeth et y a grandi avec sa mère, la chanteuse Lorna Bennett – qui connut son heure de gloire dans les années 1970 avec le titre 'Breakfast in Bed'- et son père, le musicien Michael Ollivierre.
Le jeune Oje Ken Ollivierre, se dirige, à l'image de sa mère chanteuse mais aussi avocate, vers des études de droit, mais il finit par se consacrer pleinement à la musique.
7 ans plus tard paraît donc son 'The Seven Year Itch', produit par le producteur Don Corleon, qui n'est autre que son cousin.
Protoje a d'ailleurs formé avec celui-ci, au tout début des années 2000, le Vendetta Sound System.
L'artiste tient cependant à revenir sur son lien de parenté avec Don Corleon en précisant qu'il n'a pas fait ses débuts avec lui et évoque même ce sujet dans le titre The Seven Year Itch' tant il lui tient à cœur d'être considéré pour son propre travail.
Don Corleon soutient énormément Protoje, qu'il a accompagné sur sa première tournée européenne début 2011.
Le hit 'Arguments' a révélé Protoje. Il est sorti en 2008 mais ne connut le succès que deux ans plus tard. Suivirent 'Dread', 'Ja' et le duo avec Ky-Mani Marley 'Rasta Love'.
Tous ces titres parus au goutte à goutte sont sur son premier album où les musiciens sont clairement au rendez-vous. La majorité des instruments ont été enregistrés en live.
Dans ses textes, Protoje évoque régulièrement la violence, l'injustice, la religion, l'amour, teinté de croyance rastafari. Il est le leader du groupe militant The Indiggnation qui se réclame du reggae conscient et appelle à la mobilisation  de ses frères  contre le colonialisme comme dans 'Take Control'. Dans l'album 'Ancient Future' il appelle à se lever contre l'argent-roi et le capitalisme comme sur 'Who Can You Call' . Dans ses concerts, Protoje appelle le public à écouter sa musique "avec la tête et pas uniquement avec les pieds".Protoje rend hommage aux grands noms du reggae qui l'ont précédé, comme Bob Marley, Peter Tosh ou Sizzla, mais affirme que le reggae connaît aujourd'hui une révolution, c'est le mouvement 'reggae revival' qu'il incarne avec Chronixx, Kabaka Pyramid, Sevana ou encore Jesse Royal Il est pacifiste et fait sienne la citation d'Abraham Lincoln "N'est-ce pas détruire mes ennemis que de m'en faire des amis". Il répond à la guerre, à l’agressivité et aux critiques par l'amour. 
En dehors de son premier album, l'artiste est également invité à poser sur des séries, comme 'Take Control' sur The Message Riddim.

## Discographie

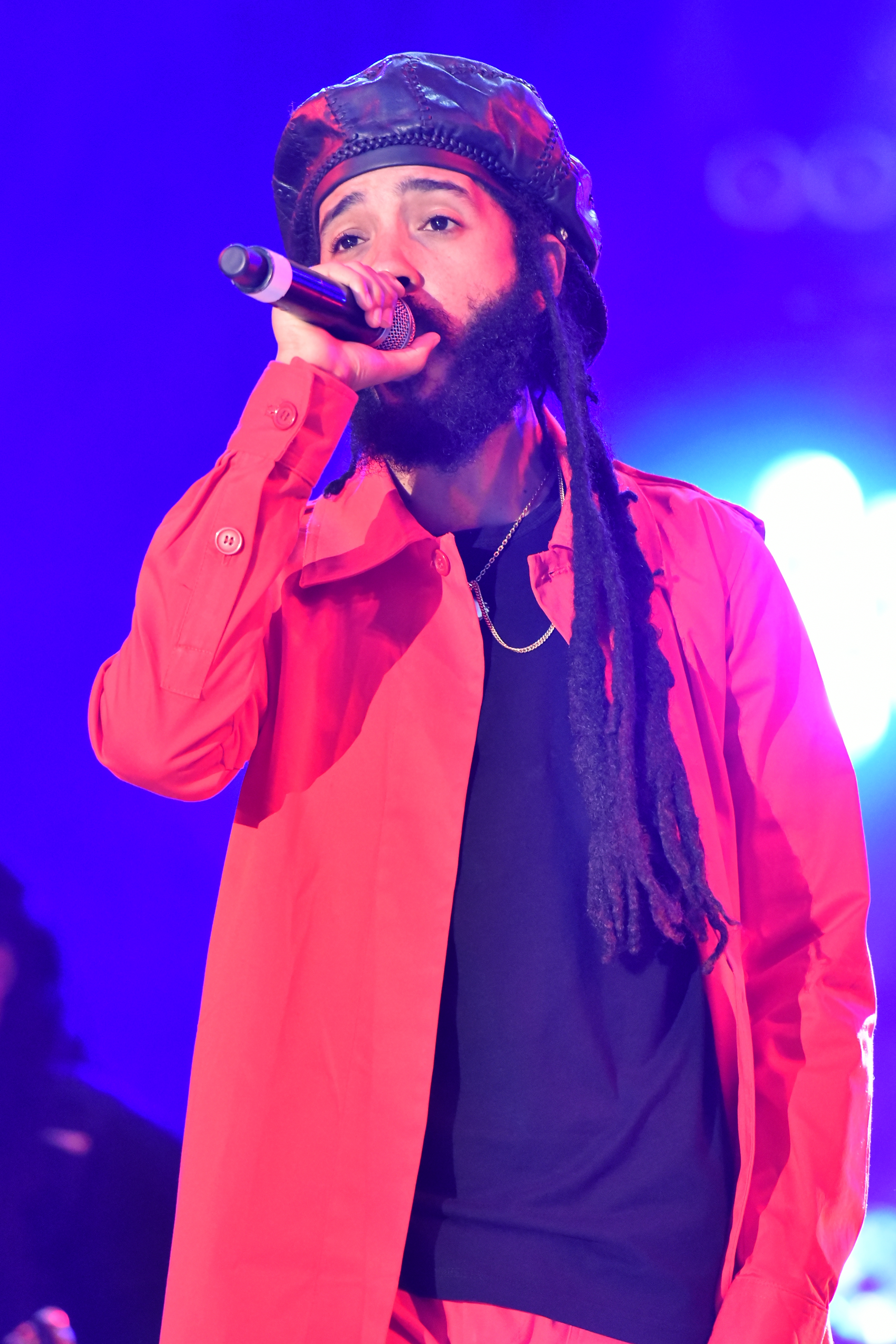
Protoje au Ruhr Reggae Summer 2017.

### Albums studio
- 2011 : 7 Year Itch
- 2013 : The 8 Year Affair
- 2015 : Ancient Future
- 2018 : A Matter of Time
- 2020 : In Search of Lost Time
- 2022 : Third Time’s the Charm
- 2023 : In Search of Zion